# Delilah (geslacht)
Delilah is een kevergeslacht uit de familie van de boktorren (Cerambycidae). De wetenschappelijke naam van het geslacht werd voor het eerst geldig gepubliceerd in 1945 door Dillon & Dillon.

## Soorten
Delilah omvat de volgende soorten:
- Delilah gilvicornis (Thomson, 1868)
- Delilah subfasciata Dillon & Dillon, 1952